# Нова Гајдобра
Нова Гајдобра (мађ. Wekerlefalva) је насеље у Србији у општини Бачка Паланка у Јужнобачком округу. Према попису из 2022. било је 1016 становника. 

## Географија
Кроз село протиче канал Дунав-Тиса-Дунав, и налази се на 87 м. н. в.. Површина је 17,5 2 а густина насељености је 58 становника/ 2.

## Демографија
У насељу Нова Гајдобра живи 1125 пунолетних становника, а просечна старост становништва износи 40,7 година (39,1 код мушкараца и 42,2 код жена). У насељу има 521 домаћинство, а просечан број чланова по домаћинству је 2,70. (Према попису из 2011. године)
Ово насеље је великим делом насељено Србима (према попису из 2002. године), а у последњем попису становништва примећен је пад у броју становника.
|  |

| Демографија | Демографија | Демографија |
| Година      | Становника  | Становника  |
| ----------- | ----------- | ----------- |
| 1948.       | 1.547       |             |
| 1953.       | 1.677       |             |
| 1961.       | 1.623       |             |
| 1971.       | 1.433       |             |
| 1981.       | 1.331       |             |
| 1991.       | 1.372       | 1.357       |
| 2002.       | 1.409       | 1.427       |
| 2022.       | 1.016       |             |

| Етнички састав према попису из 2002.‍ | Етнички састав према попису из 2002.‍ | Етнички састав према попису из 2002.‍ | Етнички састав према попису из 2002.‍ | Етнички састав према попису из 2002.‍ |
| ------------------------------------ | ------------------------------------ | ------------------------------------ | ------------------------------------ | ------------------------------------ |
|                                      |                                      |                                      |                                      |                                      |
| Срби                                 | Срби                                 |                                      | 1.354                                | 96,09%                               |
| Југословени                          | Југословени                          |                                      | 15                                   | 1,06%                                |
| Црногорци                            | Црногорци                            |                                      | 7                                    | 0,49%                                |
| Хрвати                               | Хрвати                               |                                      | 7                                    | 0,49%                                |
| Словаци                              | Словаци                              |                                      | 6                                    | 0,42%                                |
| Роми                                 | Роми                                 |                                      | 5                                    | 0,35%                                |
| Муслимани                            | Муслимани                            |                                      | 1                                    | 0,07%                                |
| Македонци                            | Македонци                            |                                      | 1                                    | 0,07%                                |
| непознато                            | непознато                            |                                      | 10                                   | 0,70%                                |

| Година пописа     | 1948. | 1953. | 1961. | 1971. | 1981. | 1991. | 2002. |
| ----------------- | ----- | ----- | ----- | ----- | ----- | ----- | ----- |
| Број домаћинстава | 275   | 297   | 349   | 375   | 391   | 412   | 521   |

| Број чланова      | 1   | 2   | 3  | 4   | 5  | 6 | 7 | 8 | 9 | 10 и више | Просек |
| ----------------- | --- | --- | -- | --- | -- | - | - | - | - | --------- | ------ |
| Број домаћинстава | 109 | 153 | 86 | 134 | 36 | 2 | 1 | 0 | 0 | 0         | 2,70   |

| Пол    | Укупно | Неожењен/Неудата | Ожењен/Удата | Удовац/Удовица | Разведен/Разведена | Непознато |
| ------ | ------ | ---------------- | ------------ | -------------- | ------------------ | --------- |
| Мушки  | 577    | 188              | 354          | 26             | 9                  | 0         |
| Женски | 613    | 132              | 358          | 115            | 8                  | 0         |
| УКУПНО | 1.190  | 320              | 712          | 141            | 17                 | 0         |

| Пол    | Укупно                    | Пољопривреда, лов и шумарство | Рибарство                            | Вађење руде и камена | Прерађивачка индустрија       |
| ------ | ------------------------- | ----------------------------- | ------------------------------------ | -------------------- | ----------------------------- |
| Мушки  | 253                       | 74                            | 0                                    | 0                    | 96                            |
| Женски | 153                       | 23                            | 0                                    | 0                    | 58                            |
| УКУПНО | 406                       | 97                            | 0                                    | 0                    | 154                           |
| Пол    | Производња и снабдевање   | Грађевинарство                | Трговина                             | Хотели и ресторани   | Саобраћај, складиштење и везе |
| Мушки  | 0                         | 11                            | 14                                   | 2                    | 17                            |
| Женски | 0                         | 2                             | 15                                   | 8                    | 4                             |
| УКУПНО | 0                         | 13                            | 29                                   | 10                   | 21                            |
| Пол    | Финансијско посредовање   | Некретнине                    | Државна управа и одбрана             | Образовање           | Здравствени и социјални рад   |
| Мушки  | 3                         | 3                             | 20                                   | 5                    | 2                             |
| Женски | 4                         | 4                             | 7                                    | 15                   | 9                             |
| УКУПНО | 7                         | 7                             | 27                                   | 20                   | 11                            |
| Пол    | Остале услужне активности | Приватна домаћинства          | Екстериторијалне организације и тела | Непознато            | Непознато                     |
| Мушки  | 1                         | 0                             | 0                                    | 5                    | 5                             |
| Женски | 0                         | 0                             | 2                                    | 2                    | 2                             |
| УКУПНО | 1                         | 0                             | 2                                    | 7                    | 7                             |

## Култура

### Сач фест
Сач фест је гастрономска манифестација такмичарског карактера у спремању јагњетине испод сача. Манифестација се одржава од 2012. године први викенд након сеоске славе Свети Василије Острошки. Програм је употпуњен такмичењем у народном вишебоју и богатим културно-уметничким програмом, као и колонијом сликара. Карактер манифестације је међународни са судијама из кулинарске федерације Србије.